# Miquel Victorià Amer i Homar

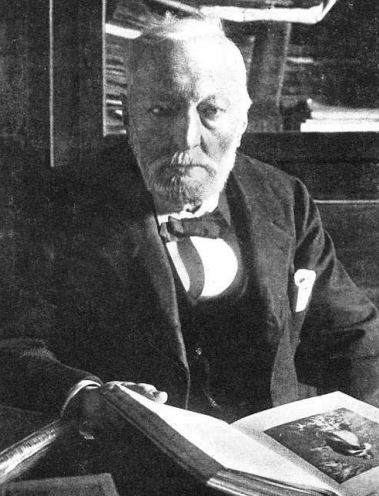
Miquel Victorià Amer i Homar (1908)

Miquel Victorià Amer i Homar (* 1824 in Palma; † 1912 in Barcelona) war ein mallorquinischer Dichter und  Bibliophiler.

## Leben und Werk
Miquel Victorià Amer studierte Philosophie und Jura auf Mallorca und in Barcelona. Er ließ sich schließlich in Barcelona nieder. Er heiratete 1860 die mallorquinische Dichterin Victòria Peña i Nicolau. Er bekleidete wichtige Verwaltungspositionen bei der Eisenbahngesellschaft von Madrid in Saragossa und Alicante.
Antoni de Bofarull nahm Werke von Miquel Victorià Amer in die Gedichtsammlungen Los trobadors nous (1858) und Los trobadors moderns (1859) auf.  Miquel Victorià Amer fungierte 1859 als Organisator der ersten romantischen Jocs Florals von Barcelona wie auch der von 1864 und 1871. 1885 und 1908 war er Ehrenpräsident dieser Spiele. Er gewann bei diesen Blumenspielen 1865 und 1867 selbst Preise. Seine dichterischen Werke wurden in mehreren katalanischen Zeitschriften veröffentlicht, insbesondere in Lo Gai Sabre, im Calendari Català und in La Renaixença. Er gab 1873 das Werk Compendi historial de la Bíblia o Gènesi de l'escriptura (1451, „Historisches Kompendium zur Bibel oder die Genese der Heiligen Schrift“) von Guillem Serra heraus.
Er hinterließ eine Sammlung von Gedichten. Er trug eine bedeutende bibliophile Sammlung zusammen, die nach seinem Tod an das Ateneu Barcelonès überging.